# Plagiotremus laudandus

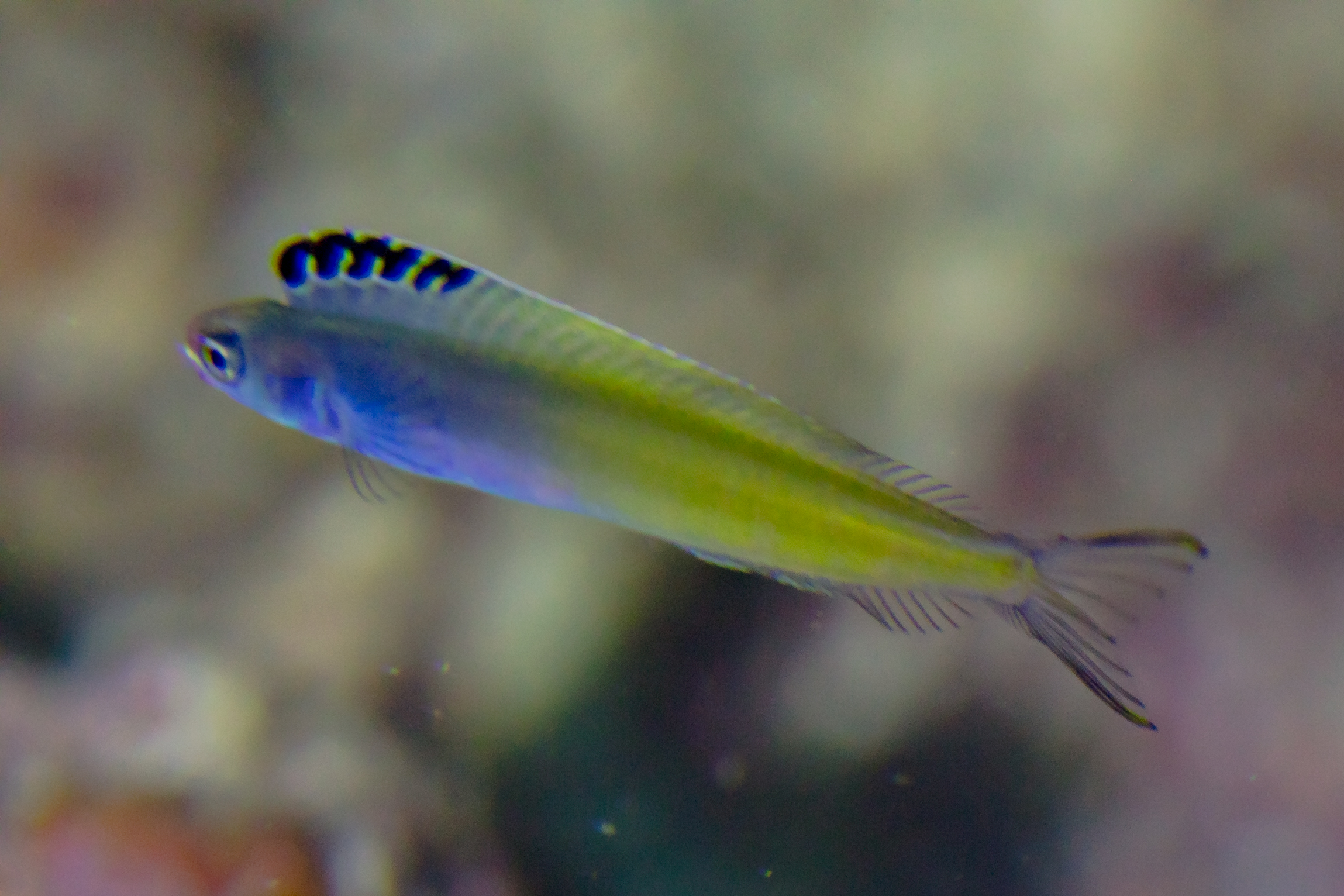
Ejemplar en el mar Rojo.

Plagiotremus laudandus es una especie de pez de la familia Blenniidae en el orden de los Perciformes.

## Subespecies
- Plagiotremus laudandus flavus (Smith-Vaniz, 1976
- Plagiotremus laudandus laudandus (Whitley, 1961